# فيل فورد (لاعب دوري الرغبي)
فيل فورد (بالإنجليزية: Phil Ford)‏ هو لاعب دوري الرغبي بريطاني، ولد في 16 مارس 1961 في كارديف في المملكة المتحدة.